# Gymnocalycium amerhauseri
Gymnocalycium amerhauseri – gatunek rośliny z rodziny kaktusowatych. Występuje w Ameryce Południowej, tylko w północnej Argentynie.